# Claudio Rebagliati
Claudio Rebagliati Ricaldone (Noli, 6 de octubre de 1843 - Lima, 23 de diciembre de 1909) músico, compositor, violinista y director de orquesta peruano, de origen italiano.
Llegó al Perú en 1863 en una gira de conciertos y se casó con Florinda Raybaud en 1865, enviudó joven y años después se casó con Raquel Carbajal, radicó en el Perú hasta el día de su muerte. Su vinculación y aporte en la historia de la música peruana fue grande. Se le reconoce por ser el que restauró, armonizó y orquestó la actual versión del Marcha Nacional del Perú, con la aquiescencia de su compositor José Bernardo Alcedo.
En 1869 restauró la partitura del Marcha Nacional del Perú, Alcedo le canta la melodía que fue armonizada por Claudio Rebagliati (1843-1909), esta es la versión oficial desde 1901 y declarada intangible en 1913. Existiendo tres versiones: Para Orquesta Sinfónica, para Banda Militar y Para Canto y Piano.
Su contribución artística consistió en el uso de melodías y ritmos populares como elementos formales en la composición sinfónica y en piezas para piano. Su composición más celebrada Un 28 de julio en Lima es una "Obertura a gran orquesta sobre los aires y pregones más conocidos; tales como las mazorqueras; el de las meloneras y las sandieras, la Canción Nacional - el Himno -, la Chicha, la Cashua, la Marcha Morán, la canción Libertad, luz divina del mundo y el ataque del Uchumayo" como anuncia en el programa de su estreno en 1868.
Otras obras de Rebagliati: Album sudamericano, Colección de bailes y cantos populares corregidos y arrreglados para piano (1870) a decir del autor "una publicación de puro interés americano", "dirigida a conservar de forma correcta temas que el tiempo haría olvidar seguramente para siempre". Se trata de 22 piezas pequeñas: 13 zamacuecas, cinco yaravíes, dos tonadas chilenas, una cashua y un baile arequipeño.
La obra de Rebagliati, si bien es la de un músico nacido en el extranjero, puede compararse a la obra pictórica de peruanos como Francisco Laso o Ignacio Merino, y en la literatura se le puede comparar a Ricardo Palma.